# جوي غاريت
جوي غاريت (بالإنجليزية: Joy Garrett)‏ هي متسابقة ملكة الجمال ومغنية وممثلة أمريكية، ولدت في 2 مارس 1945 بفورت وورث في الولايات المتحدة، وتوفيت في 11 فبراير 1993 بلوس أنجلوس في الولايات المتحدة بسبب مرض الكبد.

## أعمال

### مسلسلات
- الرجل الأخضر الخارق
- ديناستي

## وصلات خارجية
- جوي غاريت على موقع IMDb (الإنجليزية)
- جوي غاريت على موقع ألو سيني (الفرنسية)
- جوي غاريت على موقع أول موفي (الإنجليزية)
- جوي غاريت على موقع قاعدة بيانات برودواي على الإنترنت (الإنجليزية)
- جوي غاريت على موقع قاعدة بيانات الفيلم (الإنجليزية)
- جوي غاريت على موقع كينوبويسك (الروسية)